# Максимова, Евдокия Степановна
Евдокия Степановна Максимова (1917 год — неизвестно, Краснодарский край) — рабочая Гонийского совхоза имени Берия Министерства сельского хозяйства СССР, Батумский район, Аджарская АССР, Грузинская ССР. Герой Социалистического Труда (1949).

## Биография
Родилась в 1918 году в одном из сельских населённых пунктов современного Краснодарского края. После школы поступила в высшее учебное заведение, которое не успела окончить из-за начала Великой Отечественной войны. В первые послевоенные годы переехала в Аджарскую АССР, где трудилась рабочей лимономандаринового совхоза имени Берия Батумского района с усадьбой в селе Гонио.
В 1948 году собрала в среднем с каждого дерева по 462 лимона с 250 плодоносящих лимонных деревьев. Указом Президиума Верховного Совета СССР от 5 июля 1949 года удостоена звания Героя Социалистического Труда за «получение высоких урожаев сортового зелёного чайного листа и цитрусовых плодов в 1948 году» с вручением ордена Ленина и золотой медали «Серп и Молот» (№ 4056).
Этим же указом званием Героя Социалистического Труда были награждены труженицы совхоза имени Берия Клавдия Ильинична Алексеева, Валентина Семёновна Евстафиева и Евдокия Егоровна Хрыпун.
Проживала в селе Гониа Батумского района. В 1987 году возвратилась в Краснодарский край. Дата смерти не установлена.